# Церква Покрови Пресвятої Богородиці (Мала Лука)
Церква Покрови Пресвятої Богородиці — парафія і храм греко-католицької та православної громад у селі Мала Лука Чортківського району Тернопільської области.
Оголошена пам'яткою архітектури місцевого значення (охоронний номер 1872).

## Історія церкви
Перша згадка про парафію датується 1748 роком, коли, ймовірно, почалося будівництво церкви, завершене у 1780 році. У 1909 році до храму добудували притвор, а у 1912 році звели дзвіницю.
У 1938 році в селі збудували римо-католицький костел, який з 1945 року не діяв і використовувався як приміщення колгоспної контори та гараж.
З 1946 по 1961 рік парафія належала до РПЦ, а потім була знята з реєстрації державною владою, і приміщення церкви передали колгоспу під зерносховище. У 1964 році парафія приєдналася до парафії села Турівка. З 1991 року церквою почергово користуються дві громади: УГКЦ та ПЦУ.
При греко-католицькій парафії діють:
- Братство «Жива Вервиця».
- Спільнота «Матері в молитві».
- Вівтарне братство.

## Парохи
УГКЦ
- о. Йосиф Шукульський (1799-1826),
- о. Кароль Чемиринський (1826-1845),
- о. Володимир Коленовський (1846-1880),
- о. Емільян Мальчинський (1877, сотрудник),
- о. Дмитро Ксьонджек (1893),
- о. Василь Левицький (1893-1894),
- о. Славський (1894-1895),
- о. Іван Кріль (1990),
- о. Степан Дідур (1991),
- о. Степан Береза (1993),
- о. Тарас Загородний (1995),
- о. Степан Гордій (1995),
- о. Ярослав Максимюк (2003-2004),
- о. М. Дмитрик (2004),
- о. Ярослав Гопко (2004-2007),
- о. Мирослав Бричко (2007-2011),
- о. Ярослав Сенів (з 2011).

ПЦУ
- о. Руслан Стефанюк — нині[2].